# Талліннська французька школа
Талліннська французька школа або Талліннський французький ліцей (ест. Tallinna Prantsuse Lütseum) — загальноосвітня середня школа в Таллінні, Естонія. Учні школи показують одні з найвищих результатів на національних іспитах по закінченню середньої освіти.

## Огляд
Студенти вивчають три іноземні мови: французьку, російську та англійську мови. Лаура Леесі, чинний директор школи, каже, що це школа, де всі знання однаково важливі.
Школа заохочує академічну відвідуваність: позакласові заняття схвалюються, але тільки після закінчення уроків.
Учнів навчають цінувати різні форми мистецтва. Вони вчаться розпізнавати картини та художників, відвідують театри, щоб насолодитися концертом або вечірнім балетом. Бальні танці викладають в рамках навчальної програми з фізичного виховання, а також щорічно влаштовують весняний бал. 
Талліннська французька школа входить до складу Великої п'ятірки об'єднаних шкіл, яку дехто називає «Елітними школами у центрі Таллінну»: Талліннський англійський коледж, Таллінська середня наукова школа, Гімназія Густава Адольфа та Школа № 21 у Таллінні.

## Символіка
Прапор школи має дві сторони: одна сторона показує прапор Франції із назвою школи на французькою мовою, герб і девіз (Probi estote per totam vitam — веди себе гідно все своє життя). Інша сторона прапора аналогічна, за винятком, що французький прапор замінено естонським прапором, а назва школи написана естонською.
Учні перших 5 класів носять традиційну шкільну форму — матроску, яка порівняно рідко зустрічається в Естонії. На святкові заходи учні вдягають костюми з білими комірцями, а у звичайні дні — із блакитними комірцями. 
Всі учні школи повинні носити шкільний кашкет. Передня частина кепки прикрашена ініціалами школи, основа кашкету чорного кольору, боки білі, а у верхній частині є французький триколор.

## Випускники
Найпопулярнішим випускником Талліннської французької школи, ймовірно, є Георг Отс, естонський оперний і естрадний співак, Народний артист СРСР (закінчив середню школу у 1938 році). Також відомими випускниками сьогодення є режисер — Танел Тоом, музикант — Марія Мінерва, співачка Еліна Нечаєва.